# Flurbiprofene
Il flurbiprofene è una molecola che deriva dall'acido fenilpropionico e appartiene alla famiglia dei FANS.

## Farmacocinetica
Dopo somministrazione per via orale il farmaco viene ben assorbito dal tratto gastrointestinale e si distribuisce rapidamente in tutti i tessuti. Il picco di concentrazione plasmatica si raggiunge circa 90 minuti dopo l'ingestione. Il farmaco si lega quasi completamente alle proteine plasmatiche (99% circa). L'emivita di eliminazione è pari a 3-4 ore.
L'escrezione avviene prevalentemente attraverso le urine, sia in forma libera che coniugata.

## Tossicità
La DL50 di flurbiprofene è compresa fra 228–344 mg/kg.

## Usi clinici
Il flurbiprofene è utilizzato in clinica in tutti quegli stati morbosi in cui la componente infiammatoria è la caratteristica predominante. In particolare si usa in ambito reumatologico per il trattamento dell'artrite reumatoide e della spondilite anchilosante, traumatologico, pneumologico, otorinolaringoiatrico ed odontoiatrico contro le infiammazioni e il dolore del cavo orofaringeo, con particolare riguardo alle periodontiti, gengiviti, stomatiti o faringiti e laringiti.
Un derivato importante è l'R-flurbiprofen, composto adoperato oggi solamente in prova nei laboratori per il trattamento del cancro metastatico alla prostata e l'Alzheimer.

## Effetti collaterali ed indesiderati
Il flurbiprofene condivide molti effetti collaterali ed indesiderati con altri FANS: può determinare dolore epigastrico, emorragia gastrointestinale, ulcera peptica o perforazione.

## Controindicazioni
Il flurbiprofene è sconsigliato a chi soffre o ha sofferto di ulcera peptica, poiché può riacutizzarla. Non va assunto in caso di ipersensibilità verso il principio attivo. È bene evitarlo nei soggetti con forme allergiche, ad esempio asma, rinite od orticaria di tipo allergico, per la maggiore facilità con cui si possono verificare episodi di ipersensibilità.

## Sovradosaggio
In caso di sovradosaggio i sintomi più frequenti sono rappresentati da nausea, vomito ed irritazione gastrointestinale.

## Interazioni
Il flurbiprofene può occasionalmente ridurre l'attività diuretica della furosemide e di altri diuretici. Interferisce anche con i farmaci anticoagulanti aumentandone l'effetto. Il farmaco aumenta anche i livelli plasmatici dei glicosidi cardioattivi.